# Agapetus budoensis
Agapetus budoensis là một loài Trichoptera trong họ Glossosomatidae. Chúng phân bố ở miền Cổ bắc.